# Anh đào Nhật Bản
Về hoa anh đào và ý nghĩa văn hóa của nó đối với người Nhật, xem bài sakura.
Prunus serrulata (đồng nghĩa Cerasus serrulata (Lindl.) Loudon); các tên thông thường là anh đào Nhật Bản, anh đào núi, anh đào phương Đông hay anh đào Đông Á, là một loài anh đào bản địa của Nhật Bản, Triều Tiên và Hàn Quốc, và nó cũng đề cập đến một giống được sản xuất từ Prunus speciosa (anh đào Oshima), một loại cây anh đào đặc hữu ở Nhật Bản.  Trong lịch sử, người Nhật đã phát triển nhiều giống cây anh đào bằng cách nhân giống có chọn lọc, được tạo ra từ sự lai tạp phức tạp của một số loài hoang dã và chúng được sử dụng cho mục đích trang trí. Trong số này, các giống được tạo ra bởi các giống lai giữa các loài phức tạp dựa trên anh đào Oshima còn được gọi là Nhóm Cerasus Sato-zakura.

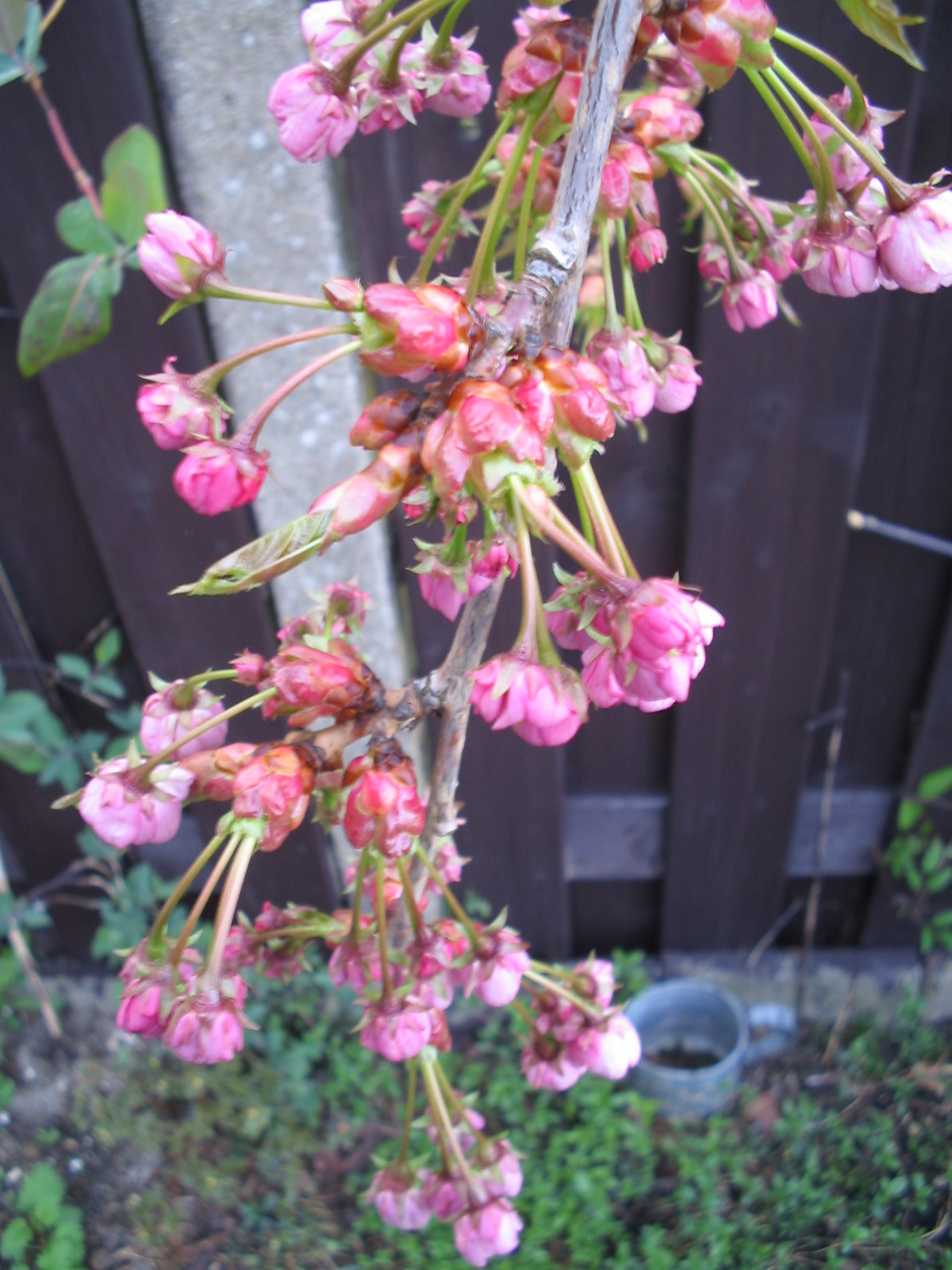
hoa anh đào

Loài anh đào này là cây thân gỗ nhỏ lá sớm rụng, với thân đơn và ngắn, tán lá rậm, cao tới 8–12 m. Vỏ cây trơn nhẵn màu nâu hạt dẻ, với các mắt hình hạt đậu lộ rõ nằm ngang. Các lá đơn mọc so le, hình trứng-mũi mác, dài 5–13 cm và rộng 2,5-6,5 cm, với cuống lá ngắn và mép lá khía răng cưa hay khía răng cưa kép. Vào cuối mùa thu lá màu xanh chuyển dần sang vàng, đỏ hay đỏ thắm. Các hoa mọc thành cụm gồm 2 tới 5 hoa cùng nhau tại các mắt trên các chồi ngắn vào mùa xuân cùng thời gian khi lá xuất hiện; chúng có màu hồng hay trắng với 5 cánh hoa ở các cây mọc tự nhiên. Quả là quả hạch màu đen hình cầu, đường kính 8–10 mm.
Mùa hoa anh đào đầu tiên tại Nhật Bản vào giữa hoặc cuối tháng 3 ở Kyushu và tiến dần về phía đông bắc đến khi ở Hokkaido khoảng đầu tháng 5.

## Gieo trồng và sử dụng
Nó được trồng rộng rãi để làm cây cảnh, trong cả khu vực bản địa của nó lẫn các khu vực khác trong vùng ôn đới. Hàng loạt các giống cây trồng đã được chọn lựa, nhiều trong số này có hoa kép với các nhị hoa được thay thế bằng các cánh hoa bổ sung.
Trong gieo trồng tại châu Âu và Bắc Mỹ, nó thường được ghép vào gốc ghép là anh đào dại (Prunus avium); các dạng gieo trồng ít khi ra quả. Nó được coi là một phần trong tập quán Hanami (ngắm hoa) của người Nhật.

### Các thứ và giống
Có một vài thứ của loài này:

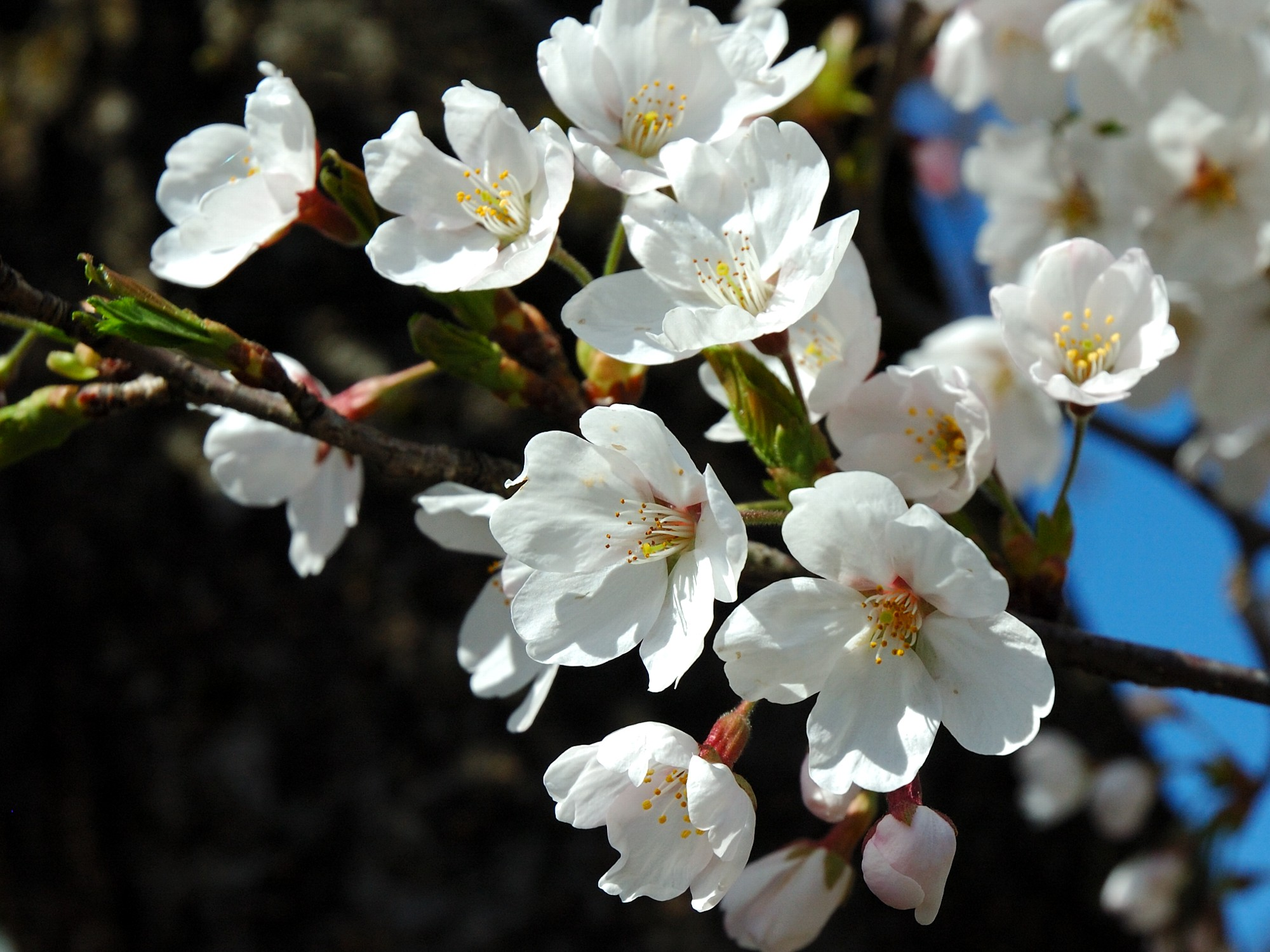

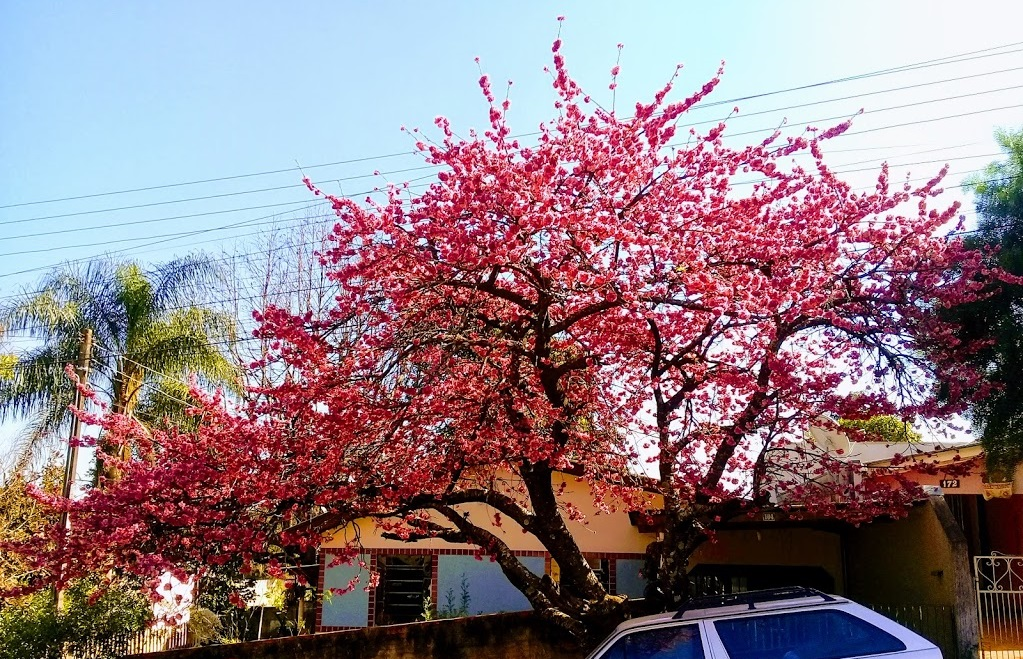
Cherry ở Ponta Grossa, miền nam Brazil

- Prunus serrulata var. serrulata (đồng nghĩa var. spontanea). Nhật Bản, Triều Tiên, Trung Quốc.
- Prunus serrulata var. hupehensis (Ingram) Ingram. Miền trung Trung Quốc. Không được Flora of China coi là khác biệt.
- Prunus serrulata var. lannesiana (Carrière) Makino (đồng nghĩa Cerasus lannesiana Carrière; Prunus lannesiana (Carrière) E. H. Wilson) . Nhật Bản.
- Prunus serrulata var. pubescens (Makino) Nakai. Triều Tiên, đông bắc Trung Quốc.
- Prunus serrulata var. spontanea (Maxim.) E. H. Wilson (đồng nghĩa Prunus jamasakura Siebold ex Koidz.)

Một vài giống cây trồng quan trọng là:
- Prunus serrulata 'Amonogawa'. Anh đào thon đầu, với hình dáng tựa hình trụ; hoa bán kép màu hồng nhạt.
- Prunus serrulata 'Kanzan'. Anh đào Kanzan. Hoa hồng, kép; các lá non mới ra có màu đồng, sau xanh dần. Nói chung hay bị viết sai thành "anh đào Kwanzan".
- Prunus serrulata 'Kiku-shidare'. Anh đào thân rủ Cheal. Thân cây rủ xuống; hoa kép màu hồng. Có xu hướng sống ngắn ngày.
- Prunus serrulata 'Shirofugen'. Hoa kép, khi mới ra màu hồng sẫm, sau nhạt dần.
- Prunus serrulata 'Shirotae'. Anh đào núi Fuji. Tán lá rất thấp và rộng với các cành mọc gần như nằm ngang, hoa trắng, bán kép.
- Prunus serrulata 'Tai Haku'. Anh đào hoa trắng lớn. Hoa đơn, màu trắng, rất lớn (đường kính tới 8 cm); các lá non mới ra có màu đồng, sau xanh dần.
- Prunus serrulata 'Ukon'.

- 'Kanzan'  là một giống hoa kép được phát triển trong thời kỳ Edo. Nó có 20 đến 50 cánh hoa trong một bông hoa.
- 'Beni-yutaka'
- 'Choshu-hizakura'
- 'Eigenji'
- 'Fugenzo'
- 'Gyoiko' với những bông hoa màu xanh lá cây hiếm thấy, được phát triển trong thời kỳ Edo của Nhật Bản.
- 'Hanagasa'
- 'Ichiyo'
- 'Sendaiya'
- 'Shirayuki'
- 'Shirotae'
- 'Shogetsu'
- 'Taihaku'
- 'Taoyame'
- 'Ukon' với những bông hoa màu vàng hiếm thấy, được phát triển trong thời kỳ Edo của Nhật Bản. Một trong những giống được chọn cho  Giải thưởng Garden Merit của Anh Quốc.